# تیزی راشد
تیزی راشد (به عربی: تیزی راشد) یک شهرداری در الجزایر است که در استان تیزی وزو واقع شده‌است.

## خواهرخوانده
شهر Longuyon خواهرخواندهٔ تیزی راشد هست.